# الساقطة (أغنية)
الساقطة (Fallen) هي أغنية للفرقة الدنماركية فولبيت. تم إصدار الأغنية في 9 أغسطس 2010 كأغنية رئيسية للألبوم الرابع.